# Euthalenessa oculata
Euthalenessa oculata är en ringmaskart som först beskrevs av Peters 1855.  I den svenska databasen Dyntaxa används istället namnet Euthalenessa dendrolepis. Euthalenessa oculata ingår i släktet Euthalenessa och familjen Sigalionidae. Arten har ej påträffats i Sverige. Inga underarter finns listade i Catalogue of Life.